# Free State Stadium
Free State Stadium (også kendt som  Vodacom Park) er et stadion i Bloemfontein i Sydafrika, der bliver brugt til flere forskellige sportsgrene, blandt andet rugby og fodbold. Det blev bygget op til VM i rugby i 1995, hvor det lagde græs til flere opgør. I 2008 gennemgik det en større renovering.
Ved Confederations Cup 2009, en slags generalprøve til det følgende års VM, var stadionet vært for fire kampe, blandt andet semifinalen mellem Spanien og USA, som sidstnævnte højt overraskende vandt 2-0.

## VM i fodbold 2010
Stadionet var et af de ti, der blev udvalgt til at være vært for kampe ved VM i 2010. Her lagde det græs til fem indledende gruppekampe, samt én 1/8-finale.